# لویجی مرونی
لویجی مرونی (به ایتالیایی: Luigi Meroni) بازیکن فوتبال و اهل ایتالیا است که از سال ۱۹۶۶ میلادی عضو تیم ملی فوتبال ایتالیا بوده و در ۶ بازی ملی حضور داشته‌است. او در بازی‌های ملی‌اش ۲ گل به ثمر رساند.
لویجی مرونی آخرین بازی ملی خود را در سال ۱۹۶۷ میلادی انجام داد.